# Trichosanthes fusca
Trichosanthes fusca är en gurkväxtart som beskrevs av W.J.de Wilde och Duyfjes. Trichosanthes fusca ingår i släktet Trichosanthes och familjen gurkväxter. Inga underarter finns listade i Catalogue of Life.